# Jason Mizell
Jason Mizell, noto anche con lo pseudonimo di Jam Master Jay (New York, 21 gennaio 1965 – New York, 30 ottobre 2002), è stato un disc jockey e produttore discografico statunitense.

## Biografia
Fu membro e DJ dei Run DMC, storico gruppo hip-hop. Mizell e gli altri due membri dei Run DMC, gli MC Darryl "DMC" McDaniels e Joseph "Reverend Run" Simmons, erano di famiglie della classe medio-alta di colore residenti nel quartiere di Hollis, nel Queens.
Jason suonò il basso e le percussioni in numerose garage band prima di unirsi ai Run DMC; in tutti i loro album a partire da Raising Hell, suonò tastiere, basso e percussioni in aggiunta al suo lavoro alla consolle. Il look dei Run DMC caratterizzato da vestiti neri e cuoio, con scarpe da ginnastica Adidas con strisce nere, imitava lo stile personale di JMJ.
Nel 1989 Mizell fondò l'etichetta Jam Master Jay Records, che ebbe un grande successo nel 1993 con il gruppo Onyx. Mise anche in contatto Chuck D con il cofondatore della Def Jam Rick Rubin. Negli anni novanta, Mizell soffrì gli effetti di un grave incidente d'auto e di un colpo di pistola. Mizell restò per tutta la sua vita nel suo quartiere dell'infanzia. Fondò la Scratching DJ Academy a Manhattan per i ragazzi interessati al DJing.

### Assassinio
Il 30 ottobre 2002, alle 19:30, JMJ rimase ucciso da un colpo di pistola calibro 45 alla testa in uno studio di registrazione nel quartiere di Queens, a New York. Mizell morì sul colpo, mentre il venticinquenne Urieco Rincon, che si trovava in sua compagnia al momento della sparatoria, fu ferito ad una coscia; altre cinque persone presenti nello studio rimasero illese. I due uomini che spararono erano entrati fingendosi pony express, mentre Mizell e Rincon stavano giocando alla PlayStation durante una pausa. Sul sito della band, che quella sera avrebbe dovuto esibirsi a Washington, vennero poste foto del DJ e scritte a grandi caratteri che recitavano "Rest in Peace Jam Master" ("Riposa in pace, Jam Master"). Qualche giorno dopo i Run DMC annunciarono il loro ritiro definitivo dalle scene, dopo aver pubblicato un'altra raccolta, Greatest Hits, con queste parole:
(Joseph Simmons)
Tutto il mondo della musica hip hop si mobilitò per omaggiare JMJ: agli MTV Europe Music Awards di Barcellona P. Diddy si presentò con una maglietta dedicata a lui e spese commosse parole di lutto; durante lo stesso spettacolo, Wyclef Jean gli dedicò la sua esibizione.
Mizell lasciò sua moglie Terri e tre figli. È sepolto nel Ferncliff Cemetery di Hartsdale.

### Indagini
Una dichiarazione del 2003 usata dagli agenti federali per ottenere un mandato di perquisizione degli uffici dell'etichetta Murder Inc. Records è stata rivelata dal sito TheSmokingGun.com. La dichiarazione mostra che Kenneth "Supreme" McGriff, uno spacciatore di droga e amico di vecchia data dei capi della Murder Inc. Irv Gotti e Chris Gotti, stava controllando 50 Cent e ne stava pianificando il suo omicidio. L'assassinio sarebbe stato una vendetta per una canzone che 50 scrisse riguardo alle vicende di droga di McGriff. Il New York Daily News ha riportato che le autorità hanno lavorato sull'ipotesi che McGriff uccise il membro dei Run DMC Jam Master Jay poiché il DJ si oppose alla volontà della casa discografica di escludere 50 Cent, dovuta alla citata canzone. La dichiarazione afferma: "Gli agenti delle forze dell'ordine stanno verificando l'ipotesi che Jason Mizell (a.k.a. Jam Master Jay) fu ucciso per aver resistito alla ostracizzazione di 50 Cent."
Nell'aprile 2007 gli investigatori federali incolparono Ronald Washington di essere complice dell'omicidio. Washington era anche sospettato di essere coinvolto nell'omicidio, risalente al 1995, di Randy "Stretch" Walker, uno stretto collaboratore del rapper Tupac Shakur, ucciso a sua volta. Secondo la documentazione giudiziale, Washington "puntò la sua pistola ai presenti nello studio, ordinò loro di stendersi a terra e fornì copertura al suo complice che sparò a Manzell, uccidendolo." Tuttavia, Washington non fu arrestato.
Nel 2020 Ronald Washington e Karl Jordan Jr. sono stati incolpati per l'omicidio di Mizell. L'accusa sostiene che Mizell aveva da poco acquistato dieci chilogrammi di cocaina da un grosso spacciatore del Maryland. Mizell, Washington e Jordan avevano un accordo per vendere la cocaina in collaborazione, ma Mizell li estromise dopo una lite. Washington era stato considerato implicato nell'omicidio molto presto durante le indagini, e Jordan era stato accusato nell'agosto 2003 di tentativo di omicidio dopo aver sparato al nipote di Mizell, Rodney Jones, colpendolo alla gamba.